# Logan County, Oklahoma
Logan County är ett administrativt område i delstaten Oklahoma, USA, med 41 848 invånare. Den administrativa huvudorten (county seat) är Guthrie. 

## Geografi
Enligt United States Census Bureau har countyt en total area på 1 940 km². 1 928 km² av den arean är land och 12 km² är vatten.

### Angränsande countyn
- Garfield County - nord
- Noble County - nord
- Payne County - nordost
- Lincoln County - öst
- Oklahoma County - syd
- Kingfisher County - väst

### Orter
- Cashion (delvis i Kingfisher County)
- Cedar Valley
- Cimarron City
- Coyle
- Crescent
- Guthrie (huvudort)
- Langston
- Marshall
- Meridian
- Mulhall (delvis i Payne County)
- Orlando (delvis i Payne County)